# Carol Adams (Schauspielerin)
Carol Adams (eigentlich Lurline Uller; * 15. März 1918 in Hollywood, Kalifornien; † 9. April 2012 in Los Angeles, Kalifornien) war eine US-amerikanische Tänzerin und Schauspielerin.

## Leben
Im Alter von fünf Jahren wurde Adams als Komparsin in einer Hochzeitsszene eingesetzt und erhielt ab diesem Zeitpunkt Tanz- und Schauspielstunden. Für die kleinen Strolche wurde sie als Bonnie Broghteyes besetzt und war auch in anderen Filmen zu sehen. Sie trat um 1927 mit den „Meglin Kiddies“ auf und war Teil der „Hollywood Starlets“ 1929. Ihre Karriere setzte sie dann zunächst als Tänzerin und Sängerin beim Vaudeville und auf zahlreichen Bühnen in Kalifornien und Nevada fort.
1937 erhielt sie einen Zweijahresvertrag bei der Twentieth Century Fox und wurde in etlichen der damals populären College-Musicalfilme eingesetzt. Sie gehörte um 1940 zu den gefragtesten Stepptänzerinnen Hollywoods. Nach einigen wenigen dramatischen Rollen in Routine-B-Produktionen war sie 1944 in einigen Tonfilmaufnahmen von James Roosevelts Liedern zu sehen und tourte als Mitglied der „George White's Scandals“ durch die Vereinigten Staaten.
Im Alter von 26 heiratete Adams einen Angestellten einer Produktionsgesellschaft und zog sich von der Bühne zurück.

## Filmografie (Auswahl)
- 1937: In Old Chicago
- 1941: Ridin’ on a Rainbow
- 1941: Sis Hopkins
- 1942: Blondie Goes to College
- 1944: Ever since Venus